# Полёты на лыжах
Полёты на лыжах — вид прыжков на лыжах с трамплина, официально включённый в календарь соревнований Международной федерации лыжного спорта (ФИС).
Соревнования проводятся на трамплинах, которые по расчётам позволяют прыгать на 185 м и более.
В настоящее время есть пять мест в мире, где это возможно:
1. Викерсундбаккен (Vikersundbakken in Vikersund), Норвегия
2. Оберстдорф[нем.] (Oberstdorf), Германия
3. Кульм[англ.], Австрия
4. Летальница братьев Горишек (Letalnica, Planica), Словения
5. Чертак[англ.] (Harrachov), Чехия

На всех пяти трамплинах возможно совершить прыжки свыше 200 м.
Шестое место: Коппер Пик, Верхняя Пенинсула, Мичиган, США в настоящее время закрыт для полётов на лыжах, так как перестраивается в соответствии с требованиями ФИС.
Когда-то полётный трамплин был в Ванкувере, но летом 1961 года он сгорел. На нём был установлен один из рекордов мира.
Долгое время самый большой трамплин находился в Планице. Рекорд трамплина в Планице равен 251,5 м и принадлежит с 2017 года поляку Камиль Стох. Финн Янне Ахонен там же совершил прыжок на 240 м, который, тем не менее, не был засчитан, так как Ахонен задел гору приземления. В Планице также были совершены прыжки на 244 м, 246 м, 245,5 м, но они завершились падениями, хоть и без повреждений во всех случаях.
В 2011 году была завершена реконструкция трамплина в норвежском Викерсунде, после которой трамплин Викерсундбаккен стал крупнейшим в мире. Первый же старт на новом трамплине принёс новый мировой рекорд — 11 февраля 2011 года норвежец Юхан Ремен Эвенсен продемонстрировал прыжок на 246,5 м. Текущим обладателем самого дальнего прыжка является австриец Крафт, Штефан, 18 марта 2017 года в командных соревнованиях он улетел на 253,5 м
Чемпионат мира по полётам на лыжах проводится ФИС раз в два года.